# Steinschleuder (Fels)

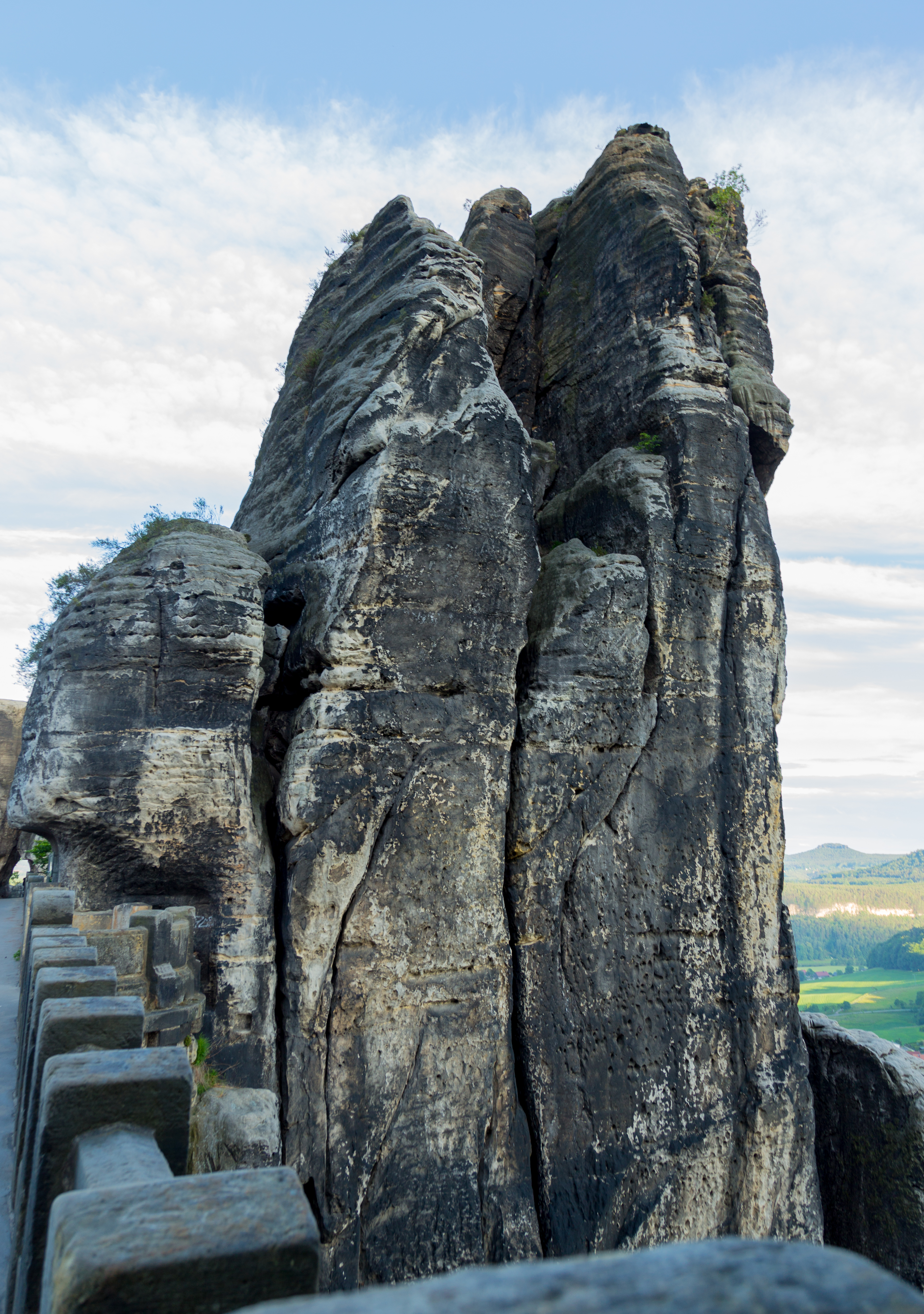
Blick von der Basteibrücke auf die Westseite der Steinschleuder

Die Steinschleuder (274,9 m ü. NHN) ist ein markanter Klettergipfel in der Sächsischen Schweiz, zugleich das mittlere Massiv der Basteibrücke. Der Felsen bildete im Mittelalter den westlichen Eckpfeiler der Felsenburg Neurathen. Vom Basteiweg aus gut sichtbar sind die in der Nordseite des Felsturms eingehauenen, teilweise stark verwitterten Steinstufen, die als Zugang dienten. Auf dem Felsen selbst wurden Steinkugeln und Bodenfalze entdeckt, daher galt er lange als Standort einer Blide. Aufgrund des fehlenden Platzes zum Laden sowie der unzureichenden Dimensionierung der Verankerung ist dies allerdings unwahrscheinlich. Die innerhalb der Burg gefundenen Steinkugeln werden inzwischen als von den Bliden stammend angesehen, die bei den verschiedenen Belagerungen von den Angreifern benutzt wurden.
Die erste dokumentierte Besteigung der Neuzeit erfolgte durch Friedrich Traugott Auerswald um 1816 über die Mardertelle, der Weg wird heute in der Sächsischen Schwierigkeitsskala mit der Schwierigkeit III eingestuft.